# محمد صالح البنغالي
مولانا محمد صالح البنغالي كان عالم الدين من القرن 18. ورد ذكره في أعمال عبد الحي الحسني ومحمد إسحاق بهتي، حيث يُدعى عالمًا بارزًا في الفقه وأصول والحكمة وعلم الكلام والمنطق وسائر الفنون العقلية.

## حياة
كان من البنغال. سافر إلى الهند ليقرأ على القاضي شهاب الدين العمري الكوباموي. ثم لازم السيد محمد زاهد بن محمد أسلم الحسيني الهروي (توفي: 1689 م). كان الهروي أحد أساتذة الشاه عبد الرحيم وشغل منصب قاضي في بلاط مغول شاه. استفاد كثيرا من الأستاذ.  بعد ذلك ، سُمح لصالح نفسه بتلقي تدريب ديني. من بين العديد من تلاميذه كان قطب الدين ، أحد أبناء القاضي شهاب الدين الكوباموي، وأسند عنه مصنفات السيد الزاهد. وكان يفتخر ولده وهاج الدين بن قطب الدين بذلك ، كان الملا مجد الدين من بين طلاب وهاج الدين المشهورين الآخرين.

## مرجع
1. ↑  محمد حفظ الرحمن الكملائي (2018). "الشيخ الفاضل محمد صالح البنغالي". كتاب البدور المضية في تراجم الحنفية. دار الصالح.
2. ↑  عبد السلام خان (1996). بر صغير كے علماءے معقولات و انكى تصنيفات (بالأوردية). مكتبة خدا بخش.
3. ↑  "شیخ محمد صالح بنگالی". فقهاء هند (بالأوردية). محمد أشرف دار. 1981. ص. 190. مؤرشف من الأصل في 2022-10-18. {{استشهاد بكتاب}}: |عمل= تُجوهل (مساعدة)
4. ↑  عبد الحي الحسني (1951). نزهة الخواطر وبهجة المسامع والنواظر. مطبعة دائرة المعارف العثمانية.